# Косцевич, Янук
Янук Косцевич (Костевич) (15 мая 1857, Будслав — 1926) — белорусский поэт, писал произведения под псевдонимом «Литовский белорус».

## Биография
Родился 15 мая 1857 года в местечке Будслав Вилейского уезда Виленской губернии Российской империи (сейчас Мядельский район, Минская область). Окончил Будславское приходское училище. После службы в армии с 1882 по 1913 год жил в Либаве (Латвия), затем переехал в Палангу (Литва). В 1916 году жил в Петрограде. Писал на белорусском языке стихи и поэмы. Подписывался псевдонимом Литовский белорус. Его перу принадлежит поэма «Князь Витовт» про борьбу властителей Великого княжества Литовского против татар. Косцевич дружил с литовским общественными и культурными деятелями — поэтом Майронисом, учёным Й. Басанавичюсом, публицистом К. Припялянисом.

## Оценка творчества
Поэзия Деда Дониса и Янука Костевича — недостающий мостик между литературами XIX и XX веков. Мостик, может быть, недостаточно изящный, во многом риторический, но социально добротный.— А. И. Мальдис